# السريع والغاضب (فلم 2001)
السريع والغاضب (بالإنجليزية: The Fast and the Furious) هو فيلم حركة وجريمة أمريكي-ألماني صُدر في 2001. قام بإخراجه روب كوهين. هو الإصدار الأول من سلسلة أفلام السريع والغاضب'. الفيلم من بطولة فين ديزل، وبول ووكر، وميشيل رودريغز، وجوردانا بروستر، وريك يون، وجوني سترونغ، وتشاد ليندبرج، وتيد ليفين.
في 2003، تم عرض جزء ثانٍ للفيلم بعنوان سريع جدا غاضب جدا.

## القصة
يتسرب شرطي سري إلى ثقافة متسابقي سيارات الشوارع في لوس أنجلوس. يبحث للقبض على عصابة متخصصة في اختطاف السيارات، ويبدأ في وقت قريب يتفحص مسألة ولائه عندما يقوم أصدقاءه الجدد بسباقات سيارات في الشوارع، حيث يصبحوا المشتبه بهم الرئيسيين.

## طاقم التمثيل
- فين ديزل بدور دومينيك توريتو.
- بول ووكر بدور بريان أوكونور.
- ميشيل رودريغز بدور ليتي أورتيز.
- جوردانا بروستر بدور ميا توريتو.
- ريك يون بدور جوني تران.
- تشاد ليندبيرغ بدور جيسي.
- مات شولز بدور فينس.
- جوني سترونغ بدور ليون.

## الاستقبال النقدي
حصل الفيلم على نسبة إقبال هي 35 بالمئة بناء على 147 مراجعة على موقع الطماطم الفاسدة بمتوسط 10/5.4. أما على موقع ميتاكريتيك، فقد حصل الفيلم على معدل 58 من مئة بناء على 29 مراجعة.

## شباك التذاكر
جنى فيلم السريع والغاضب في أول عطلة نهاية أسبوع له 40.089.015 دولار أمريكي، حيث عُرض في 2889 مسرحاً. خلال عرضه، جنى الفيلم 144.533.925 مليون دولار في أمريكا الشمالية، و 62.750.000 مليون دولار في المناطق الأخرى، ليصبح مجموع ما جمعه في جميع أنحاء العالم 207.283.925 مليون دولار، مع ميزانية تُقدر بـ38 مليون دولار.